# Long Island Iced Tea
Long Island Iced Tea er en drik lavet af spiritus. Den består af vodka, gin, tequila, rom og triple sec, med en sjat Coca-Cola og sourmix.
Websiden Dansk Bartrend oplyser at man skal blande 2 cl af hver af følgende: vodka, gin, tequila, rom og triple sec. I stedet for sourmix, anbefaler Dansk Bartrend 3 cl citronsaft. 4 cl Coca-Cola giver drikken en mørk farve, som te.